# Келугеряса
Келугеряса (рум. Călugăreasa) — село у повіті Горж в Румунії. Входить до складу комуни Прігорія.
Село розташоване на відстані 205 км на захід від Бухареста, 28 км на схід від Тиргу-Жіу, 80 км на північ від Крайови.

## Населення
За даними перепису населення 2002 року у селі проживали 676 осіб, усі — румуни. Усі жителі села рідною мовою назвали румунську.